# Karabin Mississippi M1841
Karabin Mississippi M1841 zwany również Kentucky, Windsor oraz Yeagar lub Yeager (od niem. Jäger) – amerykański karabin kapiszonowy, ładowany odprzodowo.